# Винкел (Ајфел)
Винкел (њем. Winkel) општина је у њемачкој савезној држави Рајна-Палатинат. Једно је од 109 општинских средишта округа Вулканајфел. Према процјени из 2010. у општини је живјело 152 становника. Посједује регионалну шифру (AGS) 7233084.

## Географски и демографски подаци
Винкел се налази у савезној држави Рајна-Палатинат у округу Вулканајфел. Општина се налази на надморској висини од 360 метара. Површина општине износи 6,7 km². У самом мјесту је, према процјени из 2010. године, живјело 152 становника. Просјечна густина становништва износи 23 становника/km².